# Thomas Frahm

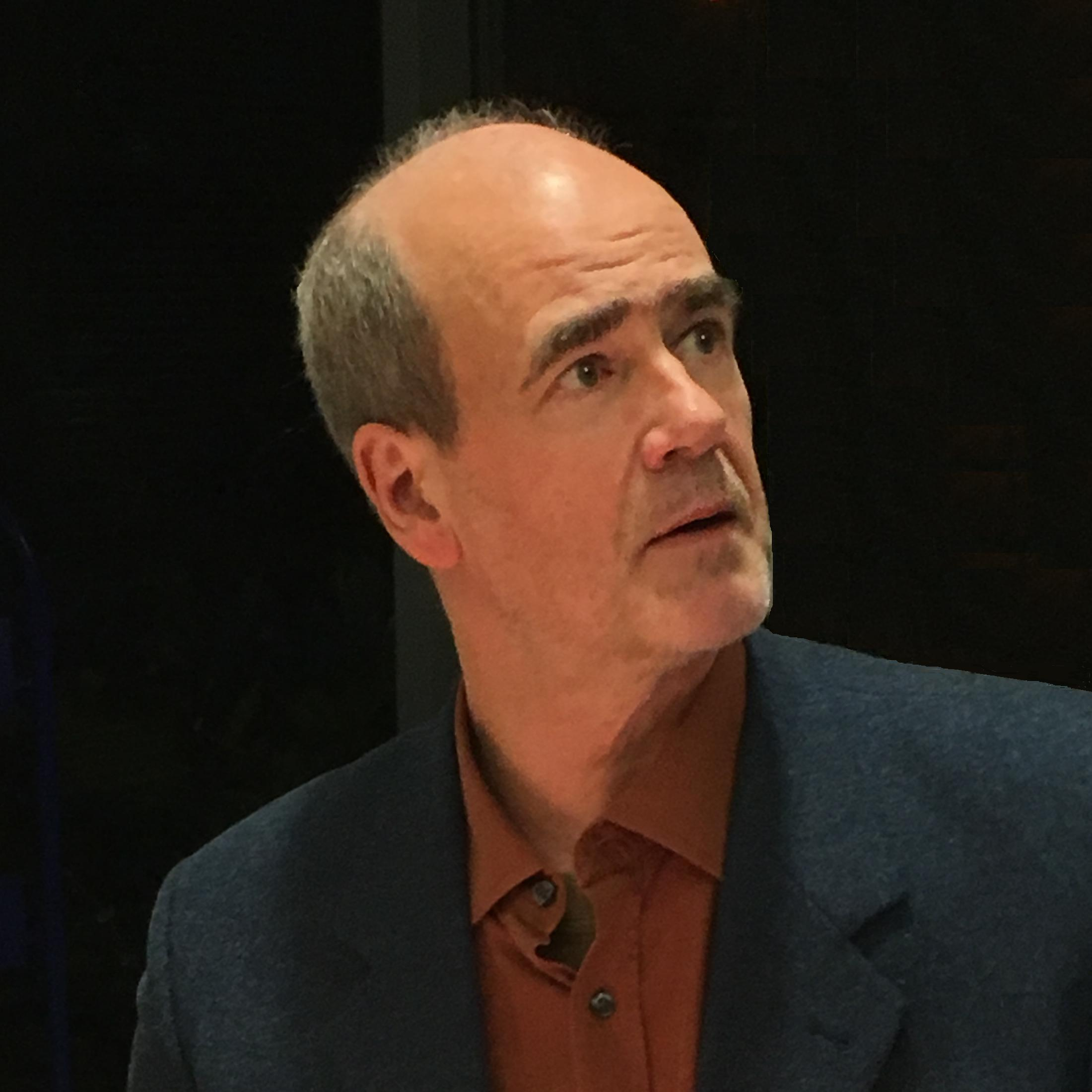
Thomas Frahm im November 2016 bei einer Lesung in Bad Saarow

Thomas Frahm (* 29. Juni 1961 in Homberg, Niederrhein) ist ein deutscher Schriftsteller, Verleger, Übersetzer und Journalist. Er lebt seit Anfang der 2000er-Jahre in Deutschland und Bulgarien.

## Leben
Thomas Frahm studierte Geografie, Städtebau, Bodenkunde und Philosophie an der Universität Bonn. Er schreibt seit seiner Kindheit Gedichte, später kamen Essays und Erzählungen hinzu. Seine ersten Gedichtsammlungen veröffentlichte er 1987 und 1991 im Verlag Irene Kuron, einem damaligen Wissenschafts- und Kulturverlag mit Sitz in Bonn.
1992 gründete Frahm den Avlos-Verlag, in dem vor allem Interkulturelle Literatur (Migrantenliteratur) erschien, ab 1995 auch literarische Werke von Schriftstellern und Lyrikern aus Bulgarien, sowie „Regionalliteratur“ aus seiner eigenen Heimatregion, der Niederrhein-Region. Der Verlagssitz befand sich jeweils an Frahms Wohnort und wechselte so vom Gründungsort Bonn nach Sankt Augustin, Siegburg, Linz am Rhein, Köln und 2000 nach Duisburg.
Seit dem Jahr 2000 ist Frahm als freier Schriftsteller und Publizist tätig. Seine literarischen Veröffentlichungen umfassen Erzählungen, Essays und Lyrik. Seine Kurzprosa-Arbeiten wurden unter anderem regelmäßig in der deutschen Literaturzeitschrift Am Erker und in der österreichischen Literaturzeitschrift erostepost veröffentlicht. Außerdem übersetzt Frahm belletristische Texte aus dem Bulgarischen ins Deutsche. Darüber hinaus schrieb er bis 2010 journalistische Beiträge, vorwiegend zum Themenkreis Bulgarien, für diverse deutschsprachige Zeitungen (u. a. FAZ, SZ, WeLT und Tagesspiegel), Zeitschriften (u. a. wespennest, Merkur, Sinn und Form) und Rundfunkanstalten in Deutschland (WDR, SR, DLF, DRadio). Der Bulgarische Journalistenverband würdigte seine faire Darstellung der bulgarischen Verhältnisse in seinem Essayband Die beiden Hälften der Walnuss im Herbst 2016 mit ihrem Spezialpreis.
Frahm gilt als „bedeutender Übersetzer aus dem Bulgarischen“ (Heinrich-Heine-Institut); er wurde 2009 mit einem Arbeitsstipendium des Deutschen Übersetzerfonds ausgezeichnet, 2010 mit der Nominierung für den Brücke Berlin Literatur- und Übersetzerpreis für Familienbrand (bulgarischer Titel Bitieto) von Vladimir Zarev. Im selben Jahr durfte er an der Übersetzerwerkstatt des Literarischen Colloquiums Berlin teilnehmen.
Mit seiner Übersetzung des zweiten Teils der Bulgarien-Romantrilogie Zarevs Feuerköpfe. gelangte Frahm auf die Short-List zum Preis der Leipziger Buchmesse 2012, kam 2013 damit auch unter die drei Finalisten zum Helmut-M.-Braem-Übersetzerpreis, wo er sich nur einem von Thomas Brovot übersetzten Buch des Nobelpreisträgers Mario Vargas Llosa geschlagen geben musste. Das Land NRW förderte seine Arbeit 2016 mit Aufenthaltsstipendien für das Europäische Übersetzer-Kollegium in Straelen am Niederrhein.
Als sich trotz so viel positiver Resonanz kein deutscher Verlag mehr bereit fand, bulgarische Autoren zu verlegen, fasste Frahm den Entschluss, die Dinge wieder selbst in die Hand zu nehmen und seine verlegerische Tätigkeit mit neuer Zielsetzung wieder aufzunehmen: mit dem CHORA Verlag, dem “Verlag für MENSCHEN, die sich um die Schultern fassen”. Im Bewusstsein, dass bulgarische Literatur auf dem überfüllten und umkämpften Literaturmarkt kaum Chancen hat, beschloss er, erst einmal Informationen über Bulgarien bereitzustellen – zunächst die, die er seit 2000 selbst entdeckt und sich erarbeitet hatte. Hinzu kamen thematisch konzipierte Anthologien mit Erzählprosa in seiner Übersetzung, die über das Literarische hinaus aber ebenfalls als „Gegenwarts-Info Bulgarien“ gedacht waren. Später einmal sollen, falls sich hierzu eine Möglichkeit ergibt, auch wichtige Werke bulgarischer Literatur folgen, unabhängig von ihrem Erscheinungstermin.
Thomas Frahm lebt und arbeitet heute als Autor, Übersetzer und Verleger in Sofia und Duisburg.

## Werke (Auswahl)

### Autorschaft
- Seismische Poesie. Verlag Irene Kuron, Bonn 1987, ISBN 3-923623-01-1.
- Trendgewitter. Seismische Poesie. Verlag Irene Kuron, Bonn 1991, ISBN 3-923623-10-0.
- Homberg und ich. Avlos-Verlag, Sankt Augustin 1994, ISBN 3-929634-02-3.
- Ein guter Mann, leider gehört er nicht zu uns". Georgi Markovs Exilreportagen über Bulgarien. In: Sinn und Form – Beiträge zur Literatur – Zeitschrift für Literatur und Kultur, Heft 3, Mai/Juni 2013, ISBN 978-3-943297-12-6.
- Die beiden Hälften der Walnuss: Ein Deutscher in Bulgarien. CHORA/BOOKS on DEMAND, Norderstedt 2014, ISBN 978-3-7357-8652-4.
- An Frauen. Gedichte (1995-2014). andiamo-Verlag, Mannheim 2014, ISBN 978-3-936625-60-8.
- Auf das Glück. Beinahelieder und Gedichte. Mit 1 Sofia-Poem. CHORA Verlag, Duisburg 2015 ff., ISBN 978-3-929634-67-9.
- Idealismus und Verranntheit. Vom Übersetzen aus kleinen Sprachen. In: Sinn und Form – Beiträge zur Literatur – Zeitschrift für Literatur und Kultur, Heft 3, Mai/Juni 2015, ISBN 978-3-943297-23-2.
- Heiliger Buchstabe, heillose Zeiten. Bulgarische Literatur von den Anfängen bis heute. Mit Namensregister und einer jährlich aktualisierten Bibliografie ins Deutsche übersetzter Werke bulgarischer Autoren. CHORA Verlag, Duisburg 2016 ff., ISBN 978-3-929634-70-9.
- Träume ohne Schlaf. Bulgarische Frauengeschichten. CHORA Verlag, Duisburg 2016, ISBN 978-3-929634-68-6.
- Oh, Bulgarien. Land und Leute, Kultur und Gesellschaft. CHORA Verlag, Duisburg 2016, ISBN 978-3-929634-77-8.
- Wunderkiste. Fundstücke aus meiner Lebenskünstlerei. CHORA Verlag, Duisburg 2017, ISBN 978-3-929634-80-8, Neuausgabe 2020 mit dem Bonus-Text „Streifzüge eines Flaschensammlers“ und dem geänderten Untertitel „Werkstücke aus meiner Lebenskünstlerei“.
- Bote aus Bulgarien. Roman, 327 S., CHORA Verlag, Duisburg 2018, ISBN 978-3-929634-83-9.
- Bodenproben. Frühe Gedichte. CHORA Verlag, Duisburg 2020, ISBN 978-3-929634-76-1.
- Träume sind das Teuerste. Roman. 582 S., CHORA Verlag, Duisburg 2020, ISBN 978-3-929634-87-7.

### Herausgeberschaft
- Konstantin M. Pavlov: Zerkratzter Himmel. Avlos-Verlag, Sankt Augustin 1995, ISBN 3-929634-03-1 (herausgegeben mit Rumjana Zacharieva).
- Radoj Ralin: Späte Brombeeren. Avlos-Verlag, Sankt Augustin 1997, ISBN 3-929634-21-X (herausgegeben mit Rumjana Zacharieva).
- Meine Weihnachtsgeschichte. Avlos-Verlag, Siegburg 1998, ISBN 3-929634-43-0 (Anthologie).
- europabrevier grenzenlos 2 – eine literarische Bulgarienreise, ein Puzzle & andere Wegbeschreibungen aus der Enge (Anthologie; herausgegeben mit Klaus Servene; Beiträge von: Georgi Markow, Christo Botev, Stojan Mihajlovski, Konstantin Pavlov, Angel Wagenstein, Vladimir Zarev, Kalin Terzijski, Galina Zlatareva, Ivan Kulekov, Mirela Ivanova, Kristin Dimitrova, Dimo Alexiev, Paraskeva Nikoltscheva-Mau, Jürgen Nielsen-Sikora zu Christian Linder, Manfred Loimeier, Meinrad Braun), Andiamo Verlag, Mannheim 2012, ISBN 978-3-936625-19-6
- Gegenwarten. Bulgarische Prosa nach 1989. CHORA Verlag, Duisburg 2014, ISBN 978-3-929634-64-8.
- Friedrich Wilhelm Hackländer, Marie Gräfin zu Erbach-Schönberg, Helmuth von Moltke: Besuch am Rande. Deutsche Bulgarienreisende im 19. Jahrhundert. CHORA Verlag, Duisburg 2015, ISBN 978-3-929634-71-6.

### Übersetzungen
- Blaga Dimitrova: Narben. Avlos-Verlag, Sankt Augustin 1999, ISBN 3-929634-26-0 (übersetzt zusammen mit Rumjana Zacharieva).
- Vladimir Zarev: Verfall. Verlag Kiepenheuer & Witsch, Köln 2007, ISBN 978-3-462-03769-2.
- Vladimir Zarev: Familienbrand. Deuticke Verlag, Wien 2009, ISBN 978-3-552-06098-2.
- Angel Wagenstein: Leb wohl, Shanghai. Bertelsmann, München 2010, ISBN 978-3-570-58008-0.
- Léa Cohen: Das Calderon-Imperium. Paul Zsolnay Verlag, Wien 2010, ISBN 978-3-552-05490-5.
- Vladimir Zarev: Feuerköpfe. Deuticke Verlag, Wien 2011, ISBN 978-3-552-06171-2.
- Vladimir Zarev: Seelenasche. Deuticke Verlag, Wien 2012, ISBN 978-3-552-06196-5.
- Thomas Frahm (Hg.): Gegenwarten. Bulgarische Prosa nach 1989. CHORA Verlag, Duisburg 2014, ISBN 978-3-929634-64-8.
- Evelina Jecker-Lambreva: Niemandes Spiegel. Gedichte. Bulgarisch-deutsch. CHORA Verlag, Duisburg 2015, ISBN 978-3-929634-69-3.
- Evelina Jecker-Lambreva (Hg.): Verborgenes Leben. Neue Prosa aus Bulgarien. CHORA Verlag, Duisburg 2016, ISBN 978-3-929634-69-3.
- Milena Kirova: Geschichte der bulgarischen Literatur. Band 1: Von der Befreiung bis zum Ersten Weltkrieg. 405 S., CHORA Verlag, Duisburg 2017, ISBN 978-3-929634-82-2
- Vladimir Zarev: Wenn dies die Zeit ist. Lyrik – Prosa – Publizistik. CHORA Verlag, Duisburg 2019, ISBN 978-3-929634-85-3.
- Milena Kirova: Geschichte der bulgarischen Literatur. Band 2: Modernismus. 412 S., CHORA Verlag, Duisburg 2020, ISBN 978-3-929634-86-0.